# Andrea Dandolo

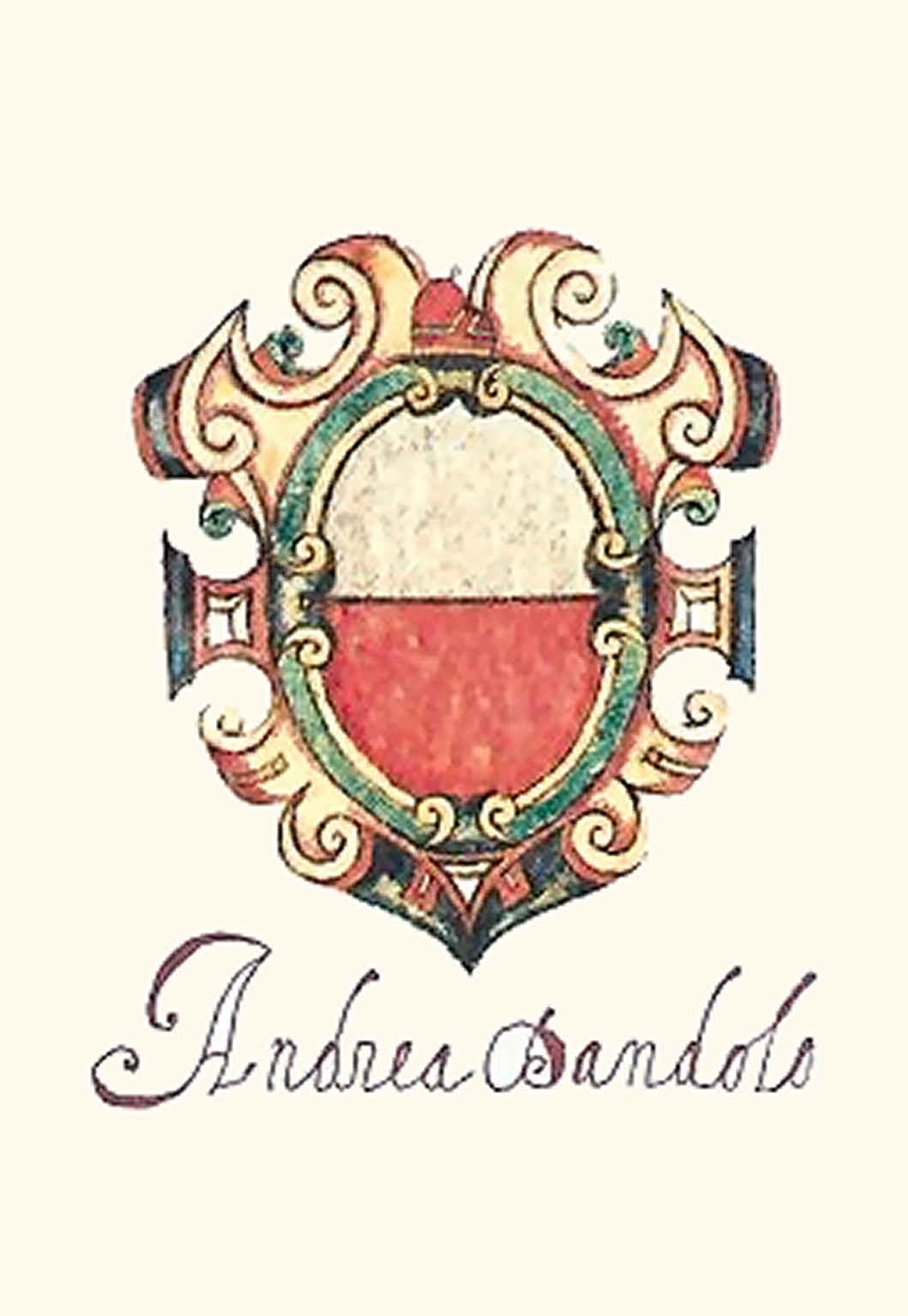
Brasão de Andrea Dandolo

Andrea Dandolo (30 de abril de 1306 — 7 de setembro de  1354) foi o 54.º doge de Veneza. Eleito em 1343, sucedeu Bartolomeo Gradenigo, morto em 28 de dezembro de 1342. Estudou na Universidade de Pádua, onde foi professor de direito até ser eleito doge. Era amigo de Francesco Petrarca. Aos 25 anos foi designado procurador da Basílica de São Marcos. 
Durante seu reinado, a República de Veneza passou por uma desastrosa guerra contra os húngaros após a sétima [evolta de Zadar contra a Veneza. Aliada dos húngaros, a República de Gênova criou uma poderosa frota naval que partiu para o Mar Adriático sob o comando de Paganino Doria, que devastou os territórios venezianos e ameaçou a própria cidade. Veneza foi salva pela grande vitória naval de [Lojera em 1353. 
Veneza sofreu um violento sismo em 25 de janeiro de 1348, que causou depois condições para a disseminação da Peste Negra. Entre 1348 e 1350 um terço da população morreu. 
Foi o último doge a ser sepultado na Basílica de São Marcos.